# Contempra

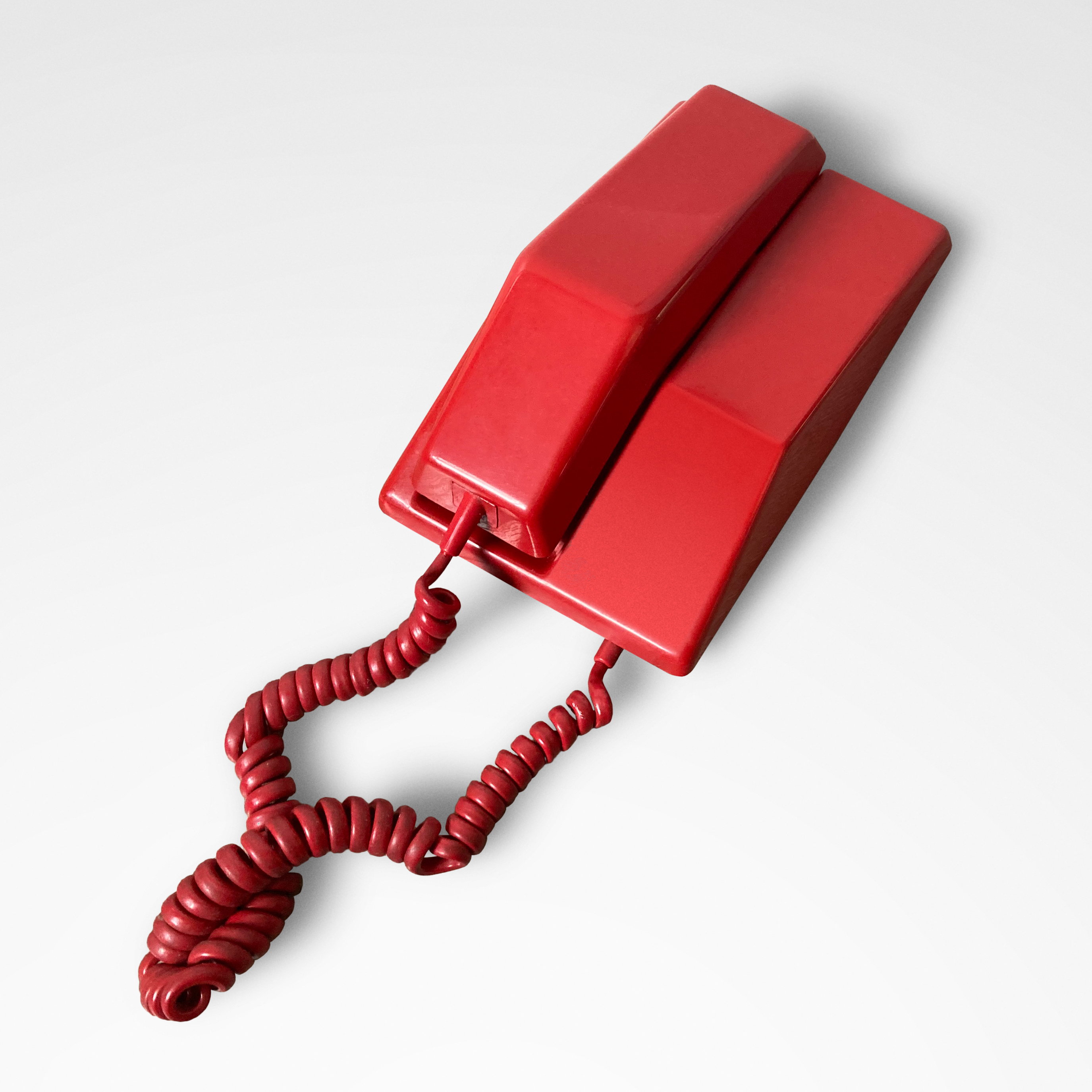
El Contempra, de colores vivos, se aleja de los anteriores diseños de Northern Electric, que solían ser negros o beige.

Contempra es un teléfono diseñado y producido por Northern Electric, empresa formada en 1967. Contempra fue el primer teléfono diseñado en Canadá, previamente todos los teléfonos canadienses habían sido diseñados en EE.UU por Western Electric y construidos bajo licencia.
Contempra era muy elegante, usando líneas rectas y ángulos oblicuos cuyas curvas y esquinas se encontrarían en otros diseños contemporáneos como Trimline. El diseño fue muy reconocido en su lanzamiento por estar disponible en “nueve colores llamativos y elegantes” incluyendo rojo brillante y naranja, marrón oscuro y verde, y otros colores seleccionados para combinar con los nuevos estilos de decoración interior que empezaron a surgir en la década de los sesenta. La única opción que no fue incluida inicialmente fue el negro, el que había sido el color estándar de los teléfonos durante años.
Contempra sigue siendo un icono del diseño industrial canadiense, de hecho, es tan famoso hasta el punto de haber sido publicado en sellos postales. Ganó numerosos premios de diseño y es parte de la exposición permanente del Museo Canadiense de la Historia y el Museo de Ciencia y Tecnología de Canadá. Fue ampliamente licenciado alrededor del mundo y su producción, incluyendo su versión más pequeña conocida por “Contemprette”, continuó hasta la década de los 90.

## Historia
Como Bell Telephone en Estados Unidos, Bell Canada mantuvo un monopolio en el servicio telefónico en Canadá, abarcando cualquier aspecto de la red, desde el cableado hasta el propio dispositivo. Bell Canada tenía su sección de producción, Northern Electric (NE), la cual con el paso del tiempo fue parcialmente apropiada por su homóloga estadounidense, Western Electric (WE). Como organización puramente manufacturera, Northern Electric no tenía un departamento de diseño interior y los teléfonos producidos en Canadá eran modelos estadounidenses. Esto permitió a las empresas canadienses vender en Estados Unidos con una demanda estacional con algunos altibajos.
En 1949, una demanda por competencia a Estados Unidos forzó a Western Electric a vender sus acciones en Northern Electric; la venta se completó en 1956. Ambas compañías organizaron un acuerdo de licencia de 10 años permitiendo que NE continuara produciendo los diseños de WE durante un tiempo. En 1965, mientras el final del acuerdo de licencia se acercaba, R. C. Scrivener, director de Bell Canada, empezó a desarrollar la independencia de Northern Electric. Sobre el proceso de diseño, Scrivener dijo más tarde: “Podríamos haber adoptado, como hicimos en el pasado, un diseño americano. Tienen modelos excelentes con muchas funciones similares. Pero pensamos que debíamos producir uno propio.”
John Tyson, recientemente graduado en la Universidad de Arte de Ontario (OCAD), se unió al Campus Carling de Northern Electric en Ottawa como su primer diseñador industrial. Unos meses después le pidieron diseñar un nuevo teléfono que pudiera ser construido en la fábrica de NE en Londres, Ontario, usando la mayor cantidad posible de productos canadienses.
Por aquel entonces, Henry Dreyfuss Associates estaba trabajando en un nuevo diseño para Western Electric. Dreyfuss había diseñado todos los teléfonos de Bell hasta la década de los 40, incluyendo el extendido Modelo 500 orientado hacia las empresas y el más moderno, Princess, orientado para uso doméstico. El recién introducido diseño Trimline tenía muchas características únicas, por ejemplo un disco para marcar el número en el propio teléfono, en vez de en la base, y se redujo el tamaño del dial hasta poder usarlo con un dedo.
Tyson tomó el consejo de Dreyfuss sobre cómo diseñar un buen producto: “para diseñar una buena máquina de gasolina, debes salir y echarte tú la gasolina”. Tyson pasó semanas con instaladores de teléfonos en Guelph, Ontario. Este trabajo reveló dos pautas importantes que llevaron al diseño significativamente distinto del Trimline. El primero fue, que encontró clientes que tenían dos teléfonos, un modelo de escritorio para la mesilla en el dormitorio y un modelo de pared en la cocina. Tyson concluyó que cualquier nuevo diseño debería estar preparado para ser usado en cualquier montura. Además se dio cuenta de que los usuarios tratarían de sujetar el teléfono entre su hombro y su mentón, algo que no podría hacerse fácilmente con el modelo Trimline debido a su reverso redondeado y su carcasa de plástico resbaladiza.
Tyson produjo un nuevo diseño con un tamaño casi igual que el del Trimline pero con un cierre angular con zonas llanas en el teléfono que permitían que pudiera ser sujetado fácilmente con el hombro. Tyson eliminó la función de iluminar el dial ya que para implantarlo era necesario un transformador voluminoso en la toma de corriente de la pared. También ensanchó la base para hacerla más estable y menos propensa a caerse de la mesa por el cordón del teléfono, y cambió de lugar el teléfono a la parte izquierda de la base para proporcionar espacio en el lado derecho para futuras innovaciones, como una pantalla. El diseño resultante era similar al Trimline en planos generales, pero en cierta medida más grande y notablemente más llamativo y moderno.
Tyson también tomó el consejo de sus profesores de OCAD y diseñó dos teléfonos, uno con su propio diseño y otro que cumplía con los requisitos de manejo originales que habían sido establecidos por la empresa. 18 meses después de haberse unido a Northern Electric presentó los dos modelos; su diseño llamó la atención inmediatamente y los requisitos originales pasaron a un segundo plano. A la adopción del diseño de Tyson le siguió la elección de un nombre, el cual inicialmente giraba en torno a “Expo”, debió a la Expo 67 que estaba a punto de celebrarse, o “Tinkerbell”, un juego de palabras con el nombre del Modelo Princess de Dreyfuss. Tyson acabaría por convencer a todos de que “Contempra” era el nombre adecuado.
La producción empezó a finales de 1967. Tyson fue enviado a un tour publicitario, demostrando las capacidades del teléfono en programas de entrevistas matutinas. Alrededor de esta época, el “Carterfone” abrió la red de Bell para establecer conexiones directas con proveedores externos, y Northern Electric empezó la producción de Contempra en una planta en Nashville, vendiéndolo a través de una red de revendedores. A pesar de su gran tamaño, Contempra proporcionaba una imagen drásticamente más moderna que la de Trimline, la cual fue descrita como “una tortuga buscando refugio en un tronco”, y pronto se convirtió  en la esencia de los programas de televisión y las películas con la intención de marcar una imagen moderna.
Contempra fue un éxito de licencias internacionales, con 15 licencias vendiendo el diseño internacionalmente. Una de las más destacadas fue la licencia en 1977 a la empresa “General Electric Company”, con sede en Inglaterra, la cual construía prototipos localmente y vendía en la línea de correo de telecomunicaciones “Special Range telephone”, diseños exclusivos que podían ser alquilados por una tarifa adicional. El mismo acuerdo se siguió con Thomson-CSF en Francia.
En 1976, Northern Electric fue renovada como parte de la creciente Northern Telecom. Al año siguiente reorganizaron sus líneas de productos y Contempra se convirtió en parte de su nueva línea de teléfonos, “Imagination”, similar a la de Special Range en Reino Unido. Por último, la zona vacía en la parte derecha no era usada, lo cual dio pie a la creación del modelo Contemprette en 1982, el cual tenía una base más pequeña que lo hacía de un tamaño más parecido al Trimline, pero teniendo aún el gran diseño angular del Contempra original. Se vendió principalmente en el mercado estadounidense. En 1986, se introdujo en Canadá una versión más ligera y redondeada del Contemprette, llamada Silhouette.

## Diseño
La carcasa exterior de Contempra estaba hecha de copolímero moldeado por inyección y otros plásticos modernos. El resultado fue, por estándares modernos, un modelo robusto y relativamente ligero para la época, pesando 1,1 kilogramos.
El teléfono tenía una forma de L, aunque tanto la parte de arriba como la de abajo tenía más un ángulo alrededor de los 40° que de los 90°. Desde arriba, era prácticamente rectangular, estrechándose ligeramente cerca de la parte superior e inferior. El altavoz estaba en una zona elevada de tal manera que, cuando el teléfono fuera sujetado con el hombro, al altavoz y al dial no los tapara la mejilla. La base era rectangular vista desde arriba, y triangular vista desde un lateral, encajando con el ángulo del teléfono.
Los lados superiores e inferiores de la extensión auricular estaban en ángulo con respecto a la base, y había un ángulo similar en el receso de la base, donde el auricular descansaba cuando el teléfono no se estaba usando. El ángulo inferior encajaba con una proyección coincidente en la base que aguantaba el teléfono cuando este estaba colocado en la pared. El ángulo superior restante en el teléfono enganchaba con la proyección cuando este se volvía a poner sobre la base.
El gancho, hecho de policarbonato transparente, estaba situado en el borde inferior de la base. El botón de espera estaba situado en el teléfono de tal manera que se pudiera coger una nueva llamada sin necesidad de volver a colocar el teléfono en la base para colgar. El teléfono estaba conectado a la base por un cable en espiral que estaba conectado permanentemente a ambas partes en las versiones canadienses, y que debía ser retirado del teléfono para poder reemplazarlo. El cable se conectaba a la base por la parte inferior derecha para que se hiciera una forma de U cuando estuviera en la pared. Una rueda, escondida debajo de la base en la parte derecha, controlaba el volumen del tono.
El modelo original usaba el mismo método de dial diseñado para el Trimline, con rotación y una traba. Para que un dígito se registrara a la hora de la llamada, el dial se debía rotar una distancia mínima para que, al hacer el movimiento de retorno, se generara lo requerido para poder producir el número. En los diseños más primerizos como el modelo 500, esto fue implementado dejando un hueco entre el 1 y la traba, que estaba situada justo encima del 0. En el diseño en movimiento de este método, no había hueco entre el 1 y la traba, en lugar de esto, la leva podía hacer la misma rotación de vuelta para producir el movimiento requerido. Quitando el hueco se permitía que el dial entero fuera reducido en diámetro y seguir usando el mismo tamaño en los huecos para los dedos.
A pesar de que la marcación por tonos fue introducida en Canadá en 1964, no fue hasta 1971 que apareció una versión de Contempra con esta funcionalidad. Estos nuevos modelos reemplazaron el dial del teléfono por una unidad de pulsadores separada de él, pero el sistema en su conjunto no se modificó.

## Premios
Contempra fue un diseño adorado mundialmente desde su lanzamiento, siendo distintivo en revistas de diseños industriales y mercados telefónicos. Fue galardonado con una citación en el Consejo de Diseño Canadiense y continuó formando parte de las colecciones permanentes del Intercambio de Diseños y del Museo de la Historia Canadiense. En 1974 fue distintivo de un sello postal para conmemorar los 100 años del desarrollo del teléfono en el país.

### Citas
1. ↑  Museo Canadiense de la Historia (2 de diciembre de 2018). «"Contempra Telephone".».
2. ↑  Telephone Engineer and Management, ed. (1969). "Building the Future". Harcourt Brace. p. 41.
3. 1 2  «History 2018».
4. 1 2 3  «Norhern».
5. 1 2 3 4 5  «Jannuska 2012.».
6. 1 2 3 4 5 6  «Deachman 2018.».
7. ↑  «Western Electric Trimline Phone».
8. ↑  Old Telephones. «Contempra Telephones.».
9. ↑  Canadian Design Resource. «Contempra Telephone».
10. 1 2  «Freshwater 2019».
11. ↑  Niosi, Jorge (1985). Canadian Multinational.. p. 162.
12. ↑  Ingenium. «Telephone».
13. ↑  USPTO Trademark Registrations. «Silhouette».
14. ↑  «Contempra 1972». p. 8, Fig 7.
15. ↑  «Contempra 1972». pp. 2, 8.
16. 1 2  «Contempra 1972». p. 2.
17. 1 2  «Contempra 1972». p. 1.
18. ↑  «Contempra 1972». p. 8.
19. ↑  «Contempra 1972». p. 3.
20. ↑  «Contempra 1972». p. 6.
21. ↑  McCord Museum. «Let Your Finger Do the Tapping Try a Touch-Tone Telephone».
22. ↑  «Contempra Telephones».
23. ↑  Postage Stamp Guide. «The Telephone , 1874-1974».